# Claudio García
Claudio « Turco » García, né le 24 août 1963 à Buenos Aires, est un footballeur argentin ayant remporté deux fois la Copa América.

## Biographie

### Formation
Garcia commence sa carrière au Club Atlético Huracán en 1981. Sa première saison se termine par une 8e place mais Claudio commence à montrer ses capacités. Le club finit 6e en 1982 mais ne poursuit pas la belle série en ne se qualifiant pour les huitièmes de finale du championnat en 1983 et prend une modeste 14e place au championnat national. 
La même année, Claudio García atteint la finale de la Coupe du monde des moins de 20 ans, en étant battu par le Brésil.
En 1984, le club relève un peu la tête en se qualifiant dans les groupes mais est sorti en huitième de finale par le Club Ferro Carril Oeste ; le club prendra une 17e au championnat. La saison 1985 n'est pas fameuse non plus même si Garcia fait son maximum, son club l'entraîne dans sa chute. Après la saison 1985-1986 qui se conclura par la décente en seconde division de Huracán, Claudio prend la route du Vélez Sársfield.

### Haut du tableau
« Turco » ne joue pour éviter la relégation mais pour le titre cette fois. Sa première saison au Vélez est moyenne, se résumant à une 9e place et la non-qualification à la Liguilla Pre-Libertadores. Sa seconde saison est meilleure, le club finit 6e et se qualifie à la Liguilla. Le club élimine La plata en quart mais tombe face à San Lorenzo au tour suivant.
Garcia est alors repéré par l'Olympique lyonnais, pensionnaire de Division 2. Il inscrit 11 buts en Division 2 et permet à l'OL de remonter en Division 1. Le club se classe 8e de Division 1, avec 3 buts de Garcia.

### Grands succès
Garcia revient en Argentine en 1991 au Racing Club. Le club finit 13e du championnat d'ouverture et 7e à celui de clôture, ce qui lui permet de disputer le tournoi octogonale. Mais le club est éliminé dès les quarts par le Deportivo Español.
Garcia est sélectionné en équipe nationale pour la Copa América 1991 où il sera sacré champion ; il ne marquera qu'un but lors de cette compétition, face au Pérou.
En 1992-1993, son club finit 16e et 8e, il remportera la Copa América 1993 ; l'équipe revient en force en terminant 3e du tournoi d'ouverture lors de la saison 1993-1994, mais rate son tournoi clôture en terminant 12e. Le Racing finit 12e et 6e en 1994-1995. Claudio décide de s'en aller pour le Colón de Santa Fe, où il n'y restera que le temps de faire la saison 1995-1996, où il terminera 13e et 9e.
Il revient en 1996 dans le club de ses débuts où il fera des saisons compliquées ; en 1996-1997, l'équipe évite de peu la relégation après avoir terminé 19e et 14e. La saison 1997-1998 voit encore Huracan flirter avec la zone rouge, terminant 19e et 18e, mais le club arrive encore une fois à se maintenir.
Garcia part alors au CA All Boys qui se trouve en seconde division, après ces deux saisons chaotiques. En 1999, il s'engage avec l'Independiente Rivadavia aussi en seconde division. En 2000, il revient faire sa dernière saison en première division avec le Chacarita Juniors, avec qui il prendra la 9e puis la 6e position. 
Il quitte l'Argentine pour le club espagnol du Real Jaén, où il finira sa carrière dans l'ombre.

## Palmarès
- Finaliste de la Coupe du monde des moins de 20 ans en 1983 avec l'équipe d'Argentine
- Vainqueur de la Copa América en 1991 et 1993 avec l'équipe d'Argentine
- Vainqueur de la Coupe des confédérations en 1992 avec l'équipe d'Argentine
- Champion de France de D2 en 1989 avec l'Olympique lyonnais